# Ямгурчев
Ямгурчев — один из исторических районов Астрахани, расположен в Кировском административном районе города к востоку от реки Кутум. Ограничен Красной набережной и Белорусской и Магнитогорской улицами.
Район отделён от рынка «Большие Исады» и одноимённого исторического района Ямгурчевским мостом, на пятачке около которого со стороны улицы Огарёва по выходным работает блошиный рынок, известный как «Весёлая слободка».
Ямгурчев преимущественно застроен малоэтажными зданиями дореволюционной постройки, в том числе памятниками архитектуры. Застройка в основном деревянная, но встречаются и кирпичные купеческие дома. Встречаются аварийные и заброшенные дома — Ямгурчев считается не самой благополучной и безопасной частью города.

## История
Название района происходит от имени Ямгурчея (Ямгурчи), одного из последних правителей Астраханского ханства. Как писал один из первых исследователей истории Астрахани Василий Татищев, «определённый от царя Иоанна хан Янгурчей построил себе городок за Кутумовою и назвал во своё имя, которое место ныне хотя русскими населено, но называется Янгурчеев городок, и укрепления его мало видно».
Ранее район имел альтернативные названия — Епанчинская, Емгурчеева или Огурчеева слобода.

### В литературе
В своей повести «Не расти у дороги» Юрий Селенский описывает Ямгурчев времён своего детства.
Издавна соседствуют два района — Ямгурчев и Криуша. Не одинакова ли ветошь этих окраин? Кособокие домишки, чудом уцелевшие заборы, голубятни, воспарившие выше слуховых окон.
Далеко не одно и то же — Ямгурчев и Криуша. Ямгурчев богаче и, стало быть, степеннее. Здесь больше полукаменных и каменных двухэтажных особнячков, погуще краска на оконных рамах, почаще сверкают цинком крыши. Здесь злее собаки и неразговорчивее хозяева. Вместо деревянных щеколд на калитках — кованые железные ручки. Конечно, не фантазией хозяев выкованы и выгнуты эти воротные ручки вроде лепестков и листьев. Дело не в искусстве мастеров, а в цене заказа.

Зато Криуша веселее. От лютеранского храма на берегу Кутума вкривь и вкось рассыпались улицы, полупереулки и тупички. Домишки эти вроссыпь похожи на компанию подвыпивших гуляк. Здесь каждый двор — проходной, в любом заборе есть лазейка, а на Ямгурчеве — шалишь, в чужой двор не сразу попадешь.Юрий Селенский

## Уличная сеть
По территории Ямгурчева проходят следующие улицы. Перпендикулярно Магнитогорской улице, образующей его восточную границу: Белорусская, Хопёрская, Циолковского, Фадеева, Грозненская, Туркестанская. Параллельно Магнитогорской улице: Свирский переулок, Пионерский переулок, улица Огарёва. Вдоль Кутума район с трёх сторон огибает Красная набережная.